# Caradrina zandi
Caradrina zandi är en fjärilsart som beskrevs av Edward Parr Wiltshire, 1952. Caradrina zandi ingår i släktet Caradrina och familjen nattflyn, Noctuidae. En underart finns listad i Catalogue of Life, Caradrina zandi minimus Fibiger, Svendsen & Nilsson, 1999.